# النموذج الاجتماعي للإعاقة

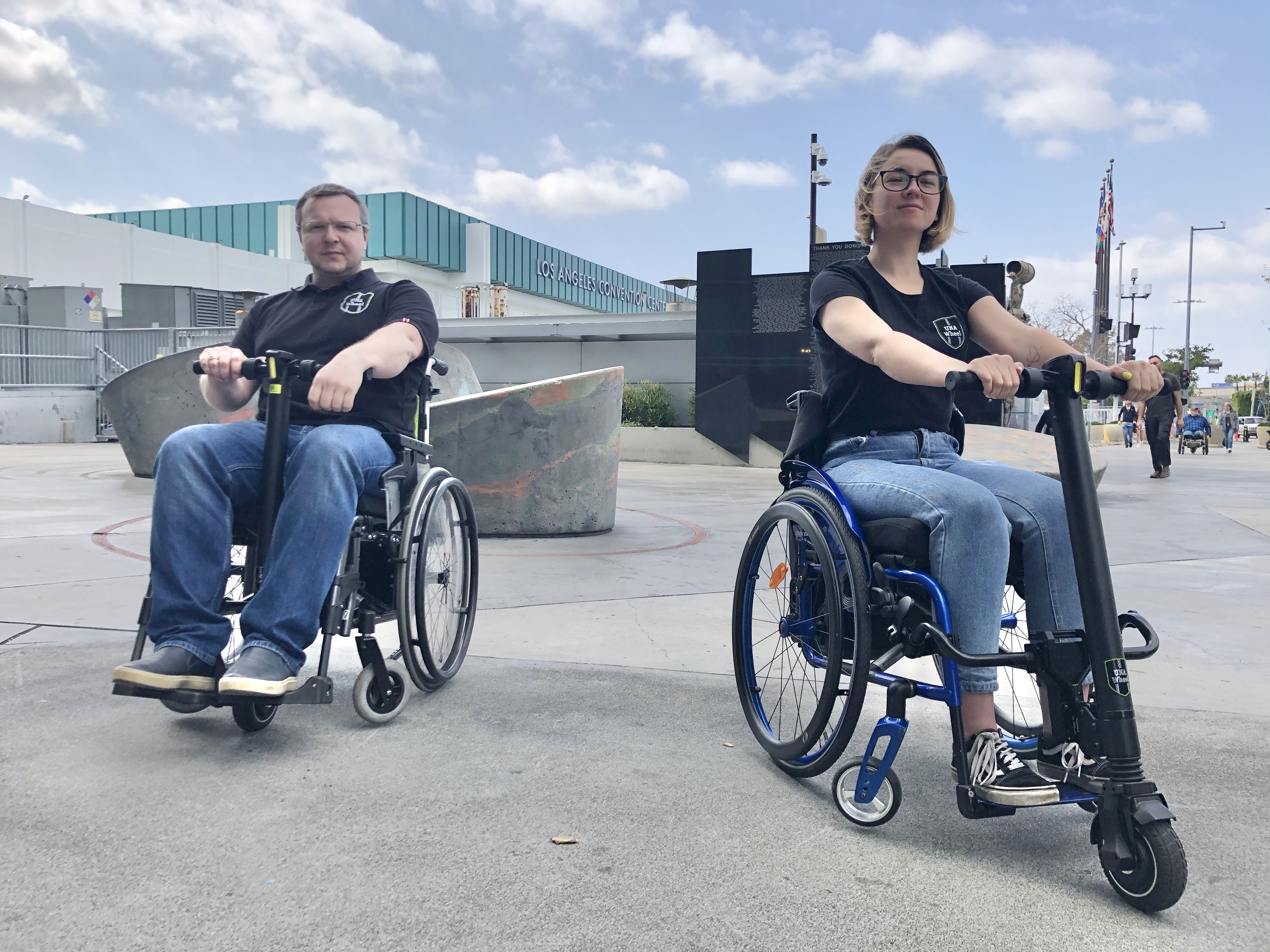
الإعاقة

النموذج الاجتماعي للإعاقة هو استجابة لـالنموذج الطبي للإعاقة الذي يعد في حد ذاته تحليلاً وظيفيًا للجسم باعتباره آلة يتم إصلاحها للتوافق مع القيم المعيارية. ويحدد النموذج الاجتماعي للإعاقة الحدود النظامية والمواقف السلبية والاستبعاد من المجتمع (بقصد أو بدون قصد)؛ ما يعني أن المجتمع هو العامل المشارك الرئيسي في إعاقة البشر. وبينما قد تتسبب المتغيرات الجسمانية أو الحسية أو الفكرية أو النفسية في قصور وظيفي أو ضعف، فهذا لا ينبغي أن يؤدي بالضرورة إلى إعاقة ما لم يفشل المجتمع في الاهتمام بالناس واحتوائهم بغض النظر عن اختلافاتهم الفردية. وتعود أصول هذا المنهج إلى فترة الستينيات؛ وظهر هذا المصطلح بالتحديد في الأمم المتحدة في فترة الثمانينيات.

## معلومات تاريخية
يعود المنهج وراء وضع هذا النموذج إلى حركات الحقوق المدنية/حقوق الإنسان في فترة الستينيات. وفي عام 1975، زعمت المنظمة البريطانية اتحاد المعاقين جسديًا ضد الفصل العنصري (UPIAS) قائلة: «إننا نرى أن المجتمع هو من يتسبب في إعاقة الأشخاص المعاقين جسديًا. والإعاقة هي شيء مفروض فوق ضعفنا، وذلك بالطريقة التي نُعزل بها ونُستبعد من المشاركة الكاملة في المجتمع دون حاجة إلى ذلك.»
في عام 1983، صاغ الأكاديمي المعاق مايك أوليفر عبارة «النموذج الاجتماعي للإعاقة» في إشارة إلى هذه التطورات الأيديولوجية. وقد ركز أوليفر على فكرة النموذج الفردي (الذي شكل النموذج الطبي جزءًا منه) في مقابل النموذج الاجتماعي، المستمد من التمييز في الأساس بين الضعف والإعاقة من قِبل اتحاد المعاقين جسديًا ضد الفصل العنصري.
عهد الأكاديميون والنشطاء في المملكة المتحدة والولايات المتحدة وغيرها من الدول إلى توسيع نطاق «النموذج الاجتماعي» وتطويره، كما اتسع ليشمل جميع الأشخاص المعاقين، بما في ذلك هؤلاء الذين يعانون من صعوبات التعلم / العجز التعلمي / المتخلفون عقليًا أو هؤلاء الذين لديهم مشكلات عاطفية أو سلوكية أو مشكلات في الصحة النفسية.
لم يهدف أوليفر إلى أن يصبح «النموذج الاجتماعي للإعاقة» نظرية إعاقة شاملة، ولكن أراده نقطة بداية في إعادة تشكيل كيفية رؤية المجتمع للإعاقة.

## المكونات والاستخدام
يتعلق أحد العناصر الرئيسية في النموذج الاجتماعي بالمساواة. وكثيرًا ما تتم مقارنة النضال لتحقيق المساواة بنضال المجموعات المهمشة اجتماعيًا الأخرى. ويقال أن حقوق المساواة تمنح التمكين و«القدرة» على اتخاذ القرارات وفرصة عيش الحياة على أكمل وجه. وكثيرًا ما يستخدم مؤيدو حقوق المعاقين عبارة ذات صلة، بالإضافة إلى غيره من النشاط الاجتماعي، وهي «لا شيء عنا بدوننا.»
يركز النموذج الاجتماعي للإعاقة على التغييرات اللازمة في المجتمع. وقد تكون هذه التغييرات من حيث:
- المواقف، مثلاً، اتخاذ موقف أكثر إيجابية تجاه السمات أو السلوكيات النفسية، أو عدم التقليل من أهمية نوعية الحياة المحتملة لهؤلاء الذين يعانون من عجز،
- الدعم الاجتماعي، مثلاً، المساعدة في التعامل مع القيود أو الموارد أو المساعدات أو التمييز الإيجابي للتغلب عليهم، على سبيل المثال توفير زميل يشرح ثقافة العمل لموظف يعاني من التوحد
- المعلومات، مثلاً، استخدام الأساليب المناسبة (مثل، برايل)أو المستويات (مثل، بساطة اللغة) أو التغطية (مثل، شرح المسائل التي يمكن أن يتعامل معها الآخرون باعتبارها أمورًا مسلمًا بها)،
- المرافق العمرانية، مثل المباني ذات المداخل المنحدرة والمصاعد
- ساعات العمل المرنة للأشخاص ذوي اضطرابات نوم الإيقاع اليوماوي أو، مثلاً، للأشخاص الذين يصابون بـالقلق/نوبات هلع في الازدحام المروري في وقت الذروة.[9]

يدل النموذج الاجتماعي للإعاقة على أن محاولات تغيير الأفراد أو «إصلاحهم» أو «علاجهم»، وخصوصًا عندما تكون ضد رغبات المريض، ربما تكون تمييزية ومتحيزة. وهذا الموقف، الذي يمكن رؤيته على أنه ينشأ عن نموذج طبي ونظام قيمة شخصية، ربما يؤذي تقدير الذات والإدماج الاجتماعي لهؤلاء الذين يتعرضون له باستمرار (مثلاً، إخبارهم بأنهم ليسوا على نفس مستوى جودة أو قيمة الآخرين، بشكل عام وأساسي). وقد قاومت بعض المجتمعات «العلاجات» بقوة، في حين دافعت عن ثقافة فريدة أو مجموعة من القدرات. وفي مجتمع الصم، تحظى لغة الإشارة بقيمة حتى لو لم يكن يعرفها معظم الناس ويعترض بعض الآباء على أدوات السمع المزروعة للأطفال الصم الذين لا يمكنهم الموافقة عليها. وقد يعارض الأشخاص الذين تم تشخيص حالتهم بمرض اضطراب طيف التوحد الجهود المبذولة لتغييرهم حتى يصبحوا مثل الآخرين. وبدلاً من ذلك، يجادلون لقبول تنوع النظام العصبي والتكيف مع الاحتياجات والأهداف المختلفة. ويزعم بعض الأشخاص الذين تم تشخيص حالتهم بـاضطراب نفسي بأنهم مختلفون فقط ولا يحتاجون بالضرورة إلى التكيف. ويعد النموذج البيولوجي النفسي الاجتماعي للمرض/الإعاقة محاولة شمولية من الأطباء الممارسين لمعالجة هذه المشكلة.
يشير النموذج الاجتماعي إلى أن بعض الممارسات، مثل علم تحسين النسل تستند إلى القيم الاجتماعية والفهم المتحيز لإمكانات وقيم هؤلاء المصنفين على أنهم معاقون. «أكثر من 200000 شخص معاق كانوا أول ضحايا الهولوكوست.»
جاء في مقال منذ عام 1986 أنه: «من المهم ألا نسمح لأنفسنا بأن نكون منبوذين كما لو أننا نصنف جميعًا ضمن هذه الفئة الميتافيزيقية الكبيرة» المعاق«. وتأثير ذلك التصنيف هو تبدد الشخصية ونبذ كامل لشخصيتنا الفردية وإنكار لحقوق التعامل معنا على أننا أشخاص لدينا ما ننفرد به ولسنا عناصر لفئة أو مجموعة بلا أسماء. وهذه الكلمات التي تجمعنا معًا -» المعاق"، "شلل الحبل الشوكي"، "الشلل الرباعي"، "الحثل العضلي«- ليست أكثر من مجرد صناديق مهملات اصطلاحية تلقى فيها جميع الأشياء المهمة التي تخصنا كأفراد.»
يعتمد النموذج الاجتماعي للإعاقة على التمييز بين مصطلحي «الضعف» و«الإعاقة». ويستخدم مصطلح الضعف للإشارة إلى الصفات الفعلية (أو الصفات الغائبة) واضطراب أحد الأشخاص، سواء فيما يتعلق بالأطراف أو الأعضاء والآليات، والتي تشمل الاضطرابات النفسية. وتستخدم الإعاقة للإشارة إلى القيود التي يفرضها المجتمع عندما لا يقدم اهتمامًا مساويًا وتكيفًا مع احتياجات الأشخاص الذين يعانون من الضعف والعجز.
علاوة على ذلك، يرتبط النموذج الاجتماعي بالاقتصاد. ومن المفترض أنه يمكن إعاقة الأفراد نتيجة غياب الموارد التي تلبي احتياجاتهم. ويعالج النموذج بعض المشكلات، مثل الاستهانة بإمكانات مشاركة هؤلاء الأشخاص في المجتمع وإضافة قيمة اقتصادية للمجتمع، وذلك إذا حصلوا على حقوق متساوية ومرافق وفرص مناسبة ومتساوية مع الآخرين. وفي خريف عام 2001، ذكر مكتب الأمم المتحدة للإحصائيات الوطنية أن حوالي خمس السكان العاملين معاقون - 7.1 ملايين شخص معاق في مقابل 29.8 مليون شخص سليم - وقدم مع هذا التحليل أيضًا رؤية عن بعض الأسباب التي أدت إلى عزوف الأشخاص المعاقين عن دخول سوق العمل، مثل أن تقليل مزايا المعاقين من دخول سوق العمل لن تجعل الحصول على وظيفة أمرًا جديرًا بالجهد المبذول. وقد تم اقتراح منهج ثلاثي الشعب:
"حافز للعمل بنظام الضرائب والاستحقاقات، على سبيل المثال، عن طريق الإعفاء الضريبي للمعاق
مساعدة الأشخاص على الرجوع إلى العمل، على سبيل المثال، من خلال معاملة جديدة للمعاقين "New Deal for Disabled People" ومعالجة التمييز في مكان العمل عن طريق سياسة مناهضة التمييز. ويدعم ذلك قانون التمييز ضد المعوقين (DDA) لسنة 1995 ولجنة حقوق المعوقين."

## القانون والسياسة العامة
في المملكة المتحدة، يحدد قانون التمييز ضد المعوقين الإعاقة مستخدمًا النموذج الطبي - وعرّف المعاقين على أنهم أشخاص لديهم ظروف خاصة أو قيود معينة على قدرتهم على القيام بـ«الأنشطة اليومية الطبيعية». ولكن يتبع المطلب الخاص بأصحاب العمل ومقدمي الخدمات بأن يقوموا بإجراء «تعديلات معقولة» على سياساتهم أو ممارساتهم أو العناصر المادية لمنشآتهم النموذج الاجتماعي. ومن خلال إجراء التعديلات، فإن أصحاب العمل ومقدمي الخدمة يزيلون الحواجز التي تتسبب في الإعاقة - وفقًا للنموذج الاجتماعي، وهكذا يزيلون بفعالية إعاقة الفرد. وفي عام 2006، دعت التعديلات التي تم إدخالها على القانون السلطات المحلية والآخرين إلى الترويج الفعال لمساواة الإعاقة. وجاء هذا التطبيق في شكل واجب مساواة الإعاقة في ديسمبر 2006. وفي عام 2010، تم دمج قانون التمييز ضد المعوقين (1995) مع قانون المساواة لسنة 2010، بالإضافة إلى غيرها من تشريعات التمييز ذات الصلة. ويتسع نطاق قانون التمييز ليشمل التمييز غير المباشر. على سبيل المثال، إذا تعرض الشخص القائم على رعاية شخص معاق للتمييز، فقد أصبح هذا الفعل غير قانوني حاليًا. ومنذ سريان هذا القانون في شهر أكتوبر عام 2010، فقد أصبح حاليًا من غير القانوني لأصحاب العمل طرح أسئلة عن المرض أو الإعاقة في مقابلة العمل، أو تعليق جهة التوصية على ذلك في المرجع، باستثناء عندما تكون هناك حاجة لإجراء تعديلات معقولة لمتابعة المقابلة. وبعد تقديم عرض الوظيفة، يحق لصاحب العمل حينها بموجب القانون طرح مثل هذه الأسئلة. هذا بالإضافة إلى امتداد الحماية المقدمة من قانون المساواة لتشمل الأشخاص مغايري الهوية الجنسية.
في الولايات المتحدة، يعد قانون الأمريكيين ذوي الإعاقة لسنة 1990 (ADA)، الذي تمت مراجعته في 2008 وأصبح ساريًا في يناير 2009، قانون حقوق مدنية واسع النطاق يحظر التمييز بناءً على الإعاقة. ويوفر أوجه حماية من التمييز ضد الأمريكيين ذوي الإعاقة مثل قانون الحقوق المدنية لسنة 1964، الذي جعل التمييز بناءً على العرق والدين والنوع والأصل الوطني وغيرها من الصفات غير قانوني. وتم استبعاد بعض الحالات المحددة، مثل الكحولية وتغيير الجنس.
في أستراليا، يتضمن قانون التمييز ضد المعوقين لسنة 1992 الفيدرالي تعريفًا طبيًا واسعًا يدمج كافة أشكال المرض أو الخلل الوظيفي الذي يمكن تشخيصه طبيًا، سواء كان حقيقيًا أو مفترضًا، وموقتًا أو دائمًا، وسابقًا أو حاليًا. ويعتمد القانون الأسترالي تقريبًا على قانون التمييز ضد المعوقين الأمريكي.
في عام 2007، عرّفت المحكمة الأوروبية العليا في قضية شاكون نافاس ضد شركة يورست كوليكتيفيداديس ش.م. الإعاقة بدقة وفقًا لـالتعريف الطبي الذي استبعد المرض المؤقت، وذلك عند وضع توجيه إنشاء إطار عام للمساواة في العلاج في التوظيف والعمل (توجيه المجلس 2000/78/EC) في الاعتبار. ولم يقدم التوجيه أي تعريف للإعاقة، بالرغم من الحديث في مستندات السياسة السابقة في الاتحاد الأوروبي عن تأييد النموذج الاجتماعي للإعاقة. وقد أتاح ذلك لمحكمة العدل وضع تعريف طبي دقيق.

## وصلات خارجية
- UK Disability Rights Commission: The Social Model of Disability. Accessed 2009-10-15.
- Article on Disability Perspectives and Data Sources من الحكومة الكندية.
- Chapireau F, Colvez A (يوليو 1998). "Social disadvantage in the international classification of impairments, disabilities, and handicap". Soc Sci Med. ج. 47 ع. 1: 59–66. DOI:10.1016/S0277-9536(98)00033-1. PMID:9683379. مؤرشف من الأصل في 2018-07-01.
- Kearney PM, Pryor J (أبريل 2004). "The International Classification of Functioning, Disability and Health (ICF) and nursing". J Adv Nurs. ج. 46 ع. 2: 162–70. DOI:10.1111/j.1365-2648.2003.02976.x. PMID:15056329. مؤرشف من الأصل في 2019-12-13.
- دراسات إيطالية عن الإعاقة  (باللغة الإيطالية).